# Geoemyda japonica
Espèce
Synonymes
- Geoemyda spengleri japonica Fan, 1931

Statut de conservation UICN

 EN A1ce, B1+2c : En danger
Statut CITES
Geoemyda japonica est une espèce de tortues de la famille des Geoemydidae.

## Nom vernaculaire
Dans le monde francophone Geoemyda japonica est aussi appelée « Tortue-feuille à poitrine noire des Ryūkyū ».

## Répartition
Cette espèce est endémique de l'archipel Nansei au Japon.

## Publication originale
- Fan, 1931 : Preliminary report of reptiles from Yashan, Kwangsi, China. Bulletin of the Department of Biology, College of Science Sun Yatsen University, Canton China, vol. 11, no 4, p. 1-154.